# Chloé Trespeuch
Chloé Trespeuch (n. 13 aprilie 1994, Bourg-Saint-Maurice, Rhône-Alpes, Franța) este o sportivă ce a reprezentat Franța, medaliată olimpică. A participat la 3 ediții ale Jocurilor Olimpice (2014, 2018, 2022) în care a câștigat o medalie de argint și o medalie de bronz.